# 真力時
真力時（英語：Zenith，又常譯稱為增你智、先力或仙力）是一家創建於1865年的瑞士手錶公司，創始人是乔治·法伯-贾克（Georges Favre-Jacot），總部位於瑞士納沙泰爾（Neuchâtel）山谷中央的力洛克（Le Locle）彼洛德街（Billodes）34号。真力時是如今為數不多堅持在自己的手工作坊中製作手錶的廠商之一。
1999年，真力時被世界最大奢侈品集团之一的酩悅·軒尼詩－路易·威登集團（LVMH）收購成為其旗下品牌。公司的行政總裁為前蕭邦錶的首席執行官讓 - 弗雷德里克·杜福爾（Jean-Frédéric Dufour）。在表厂悠久的历史长河中，真力时累计拥有超过300项专利。

## 著名表款

### El Primero
真力時是世界上最早設計出機械計時功能的腕錶廠商之一，其于1969年推出的El Primero表款，就擁有每小時36,000次的高振盪頻率。如此高的振盪頻率造就了比普通機械表（振盪頻率為每小時28,800）更精確的走時。爲了紀念這款表的誕生，真力時於2012年限量推出1969只El Primero飛返機械腕錶。

### A384 Revivial魯邦三世特別版聯名錶
2020年11月，發售Chronomaster復刻魯邦三世腕錶第二版，將1971年的動漫虛擬錶實體化。

### 照片鉴赏

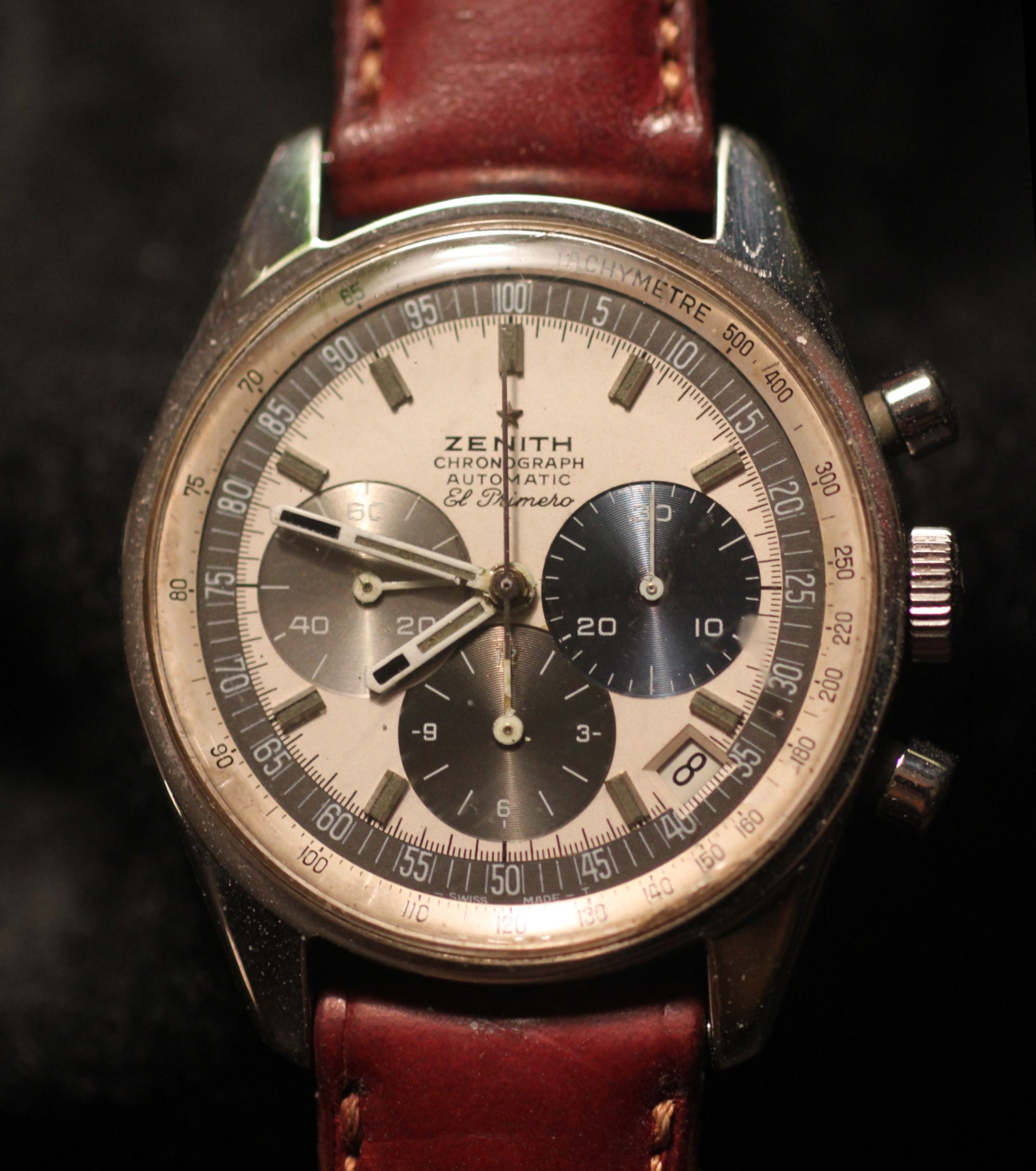
1970年推出的第一款 El Primero 计时腕表
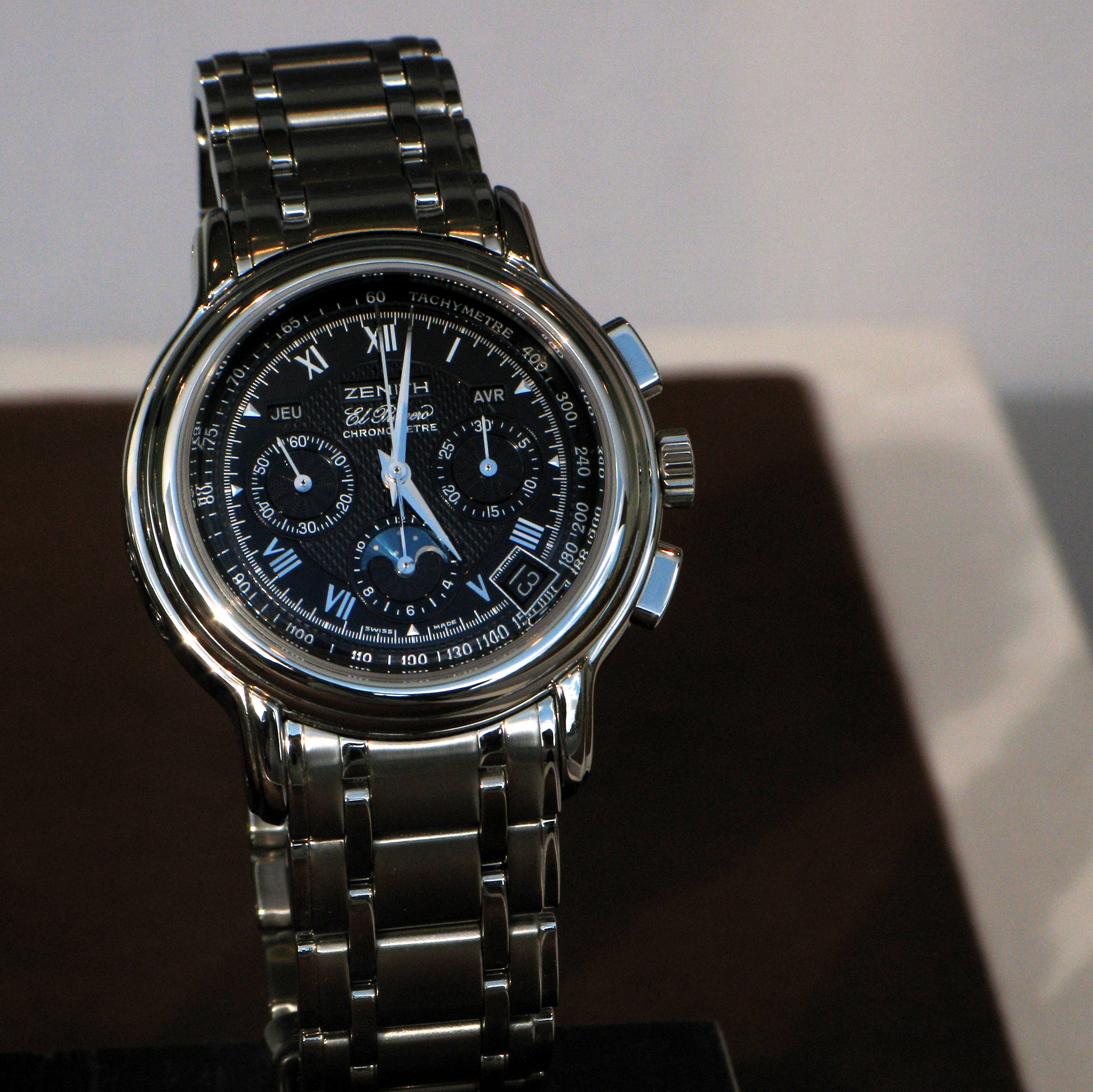
真力時El Primero
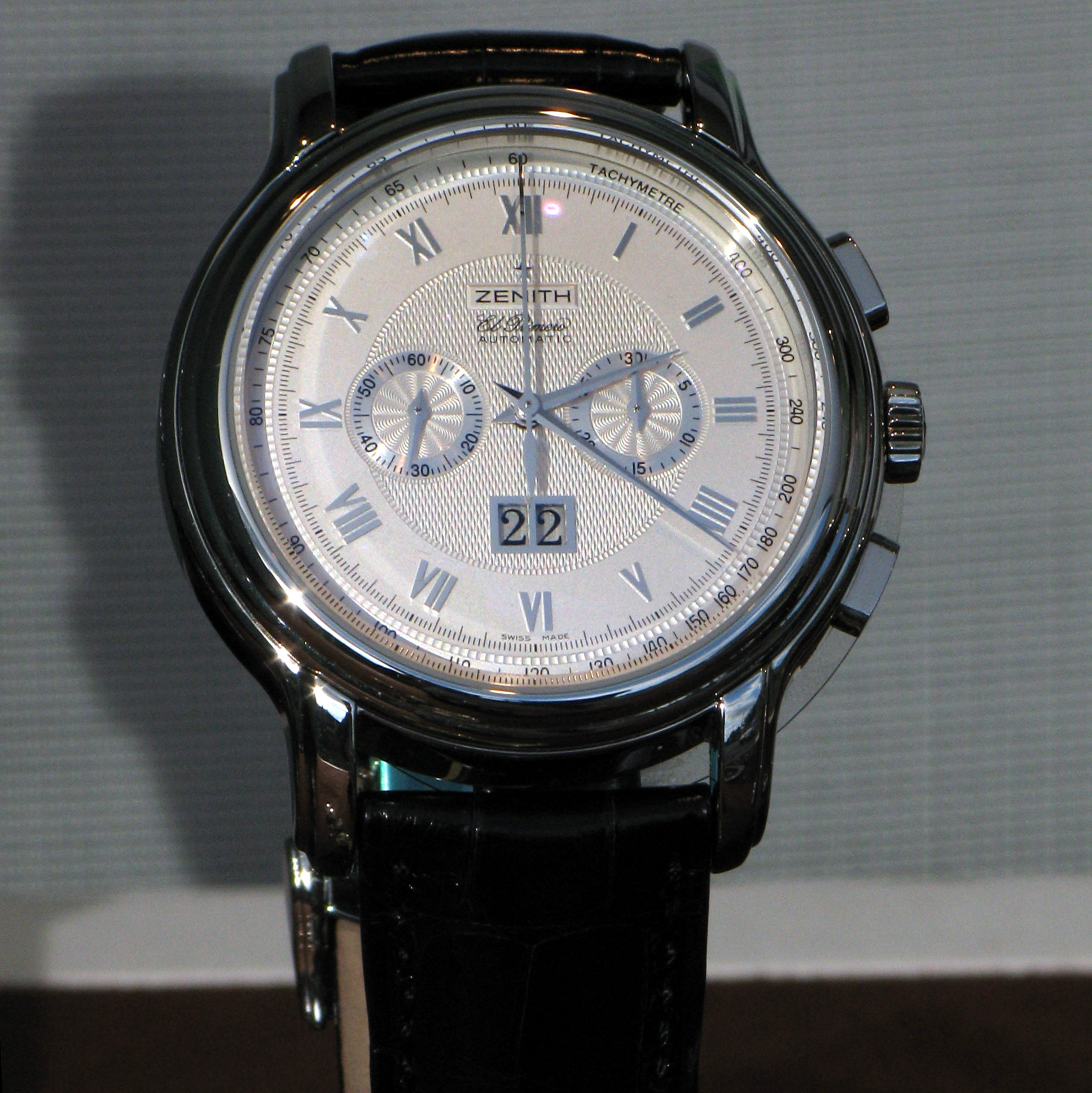
真力時 El Primero
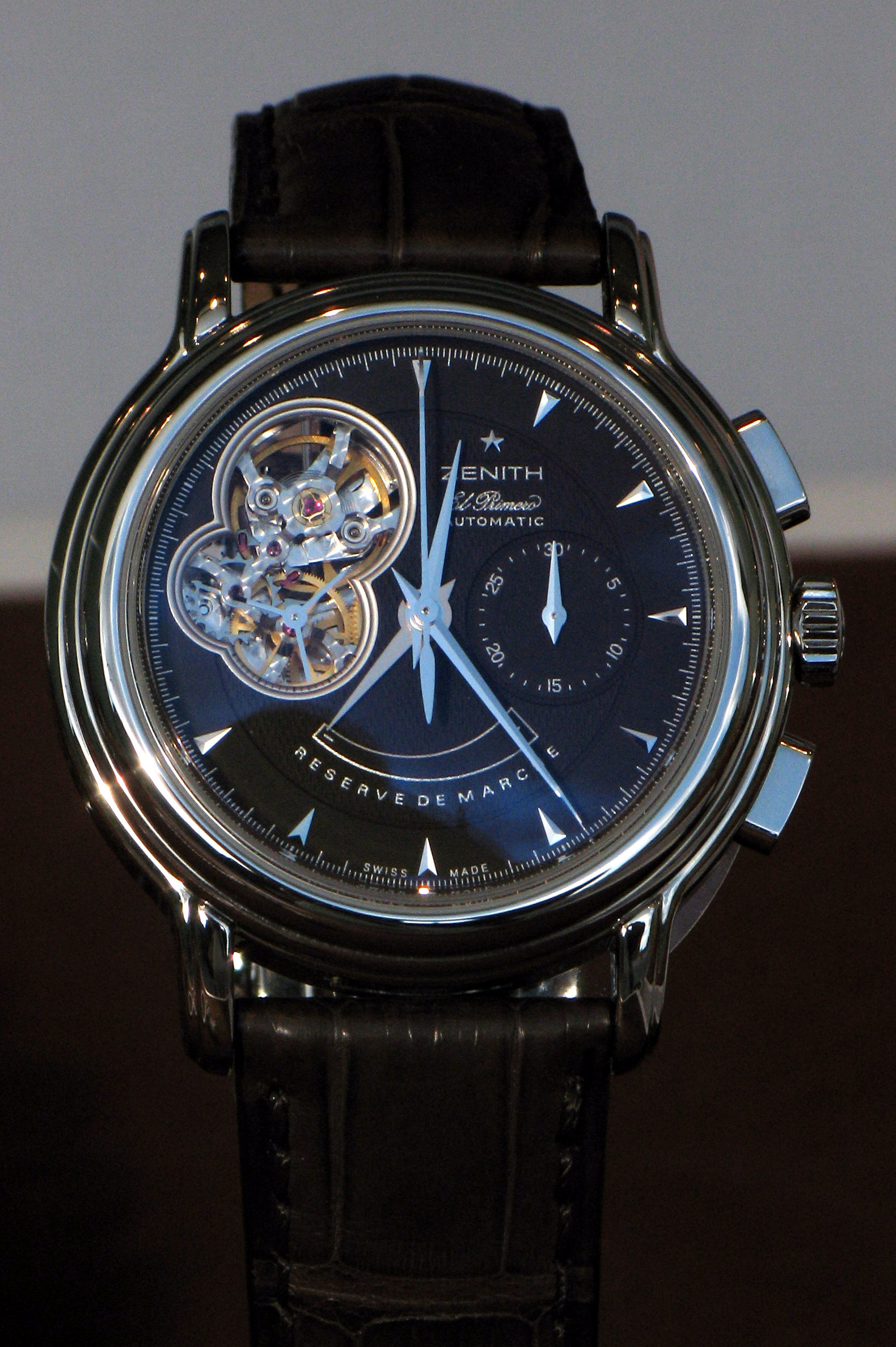
真力時 El Primero
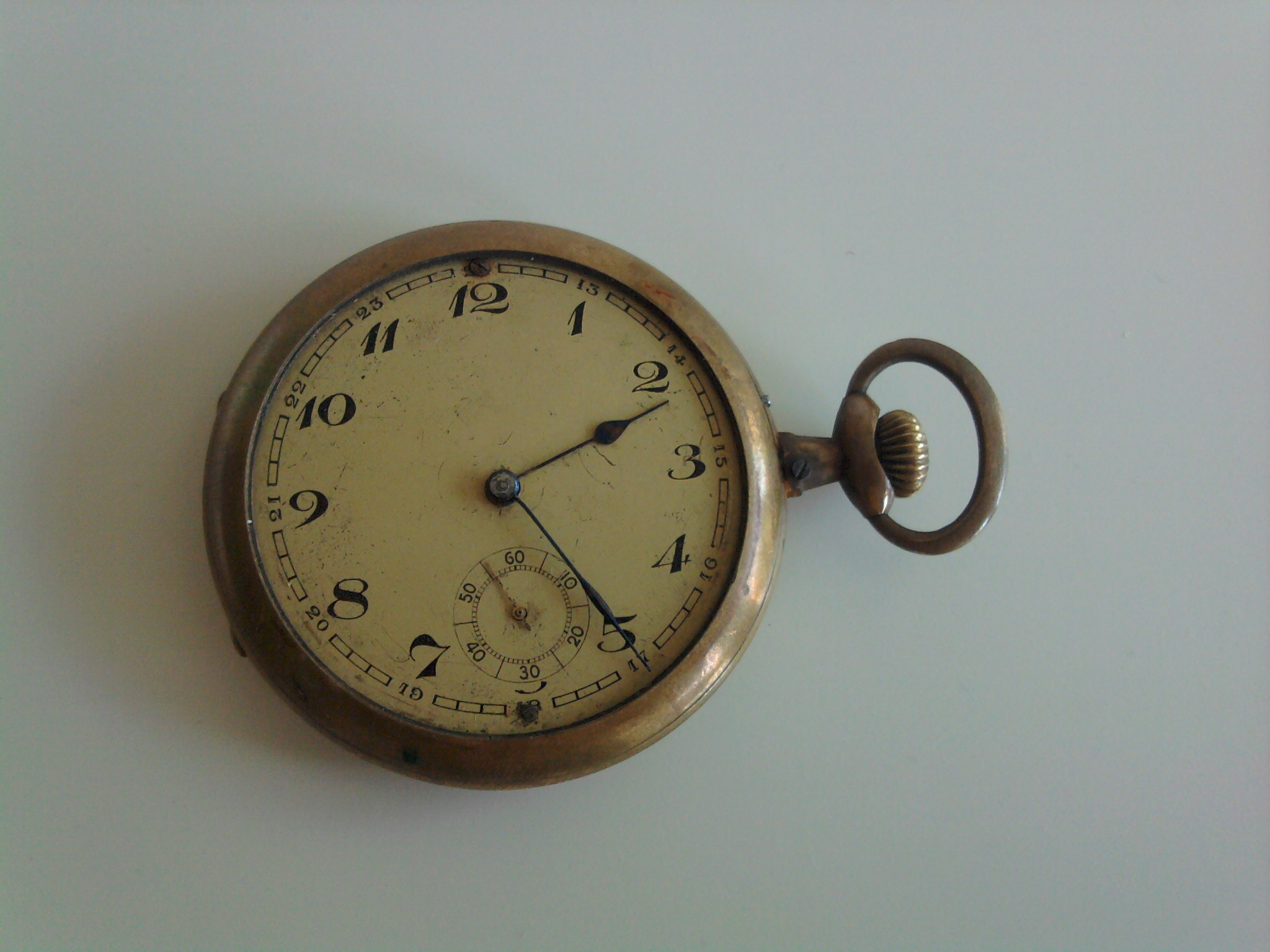
真力時怀表 c.1900-1910
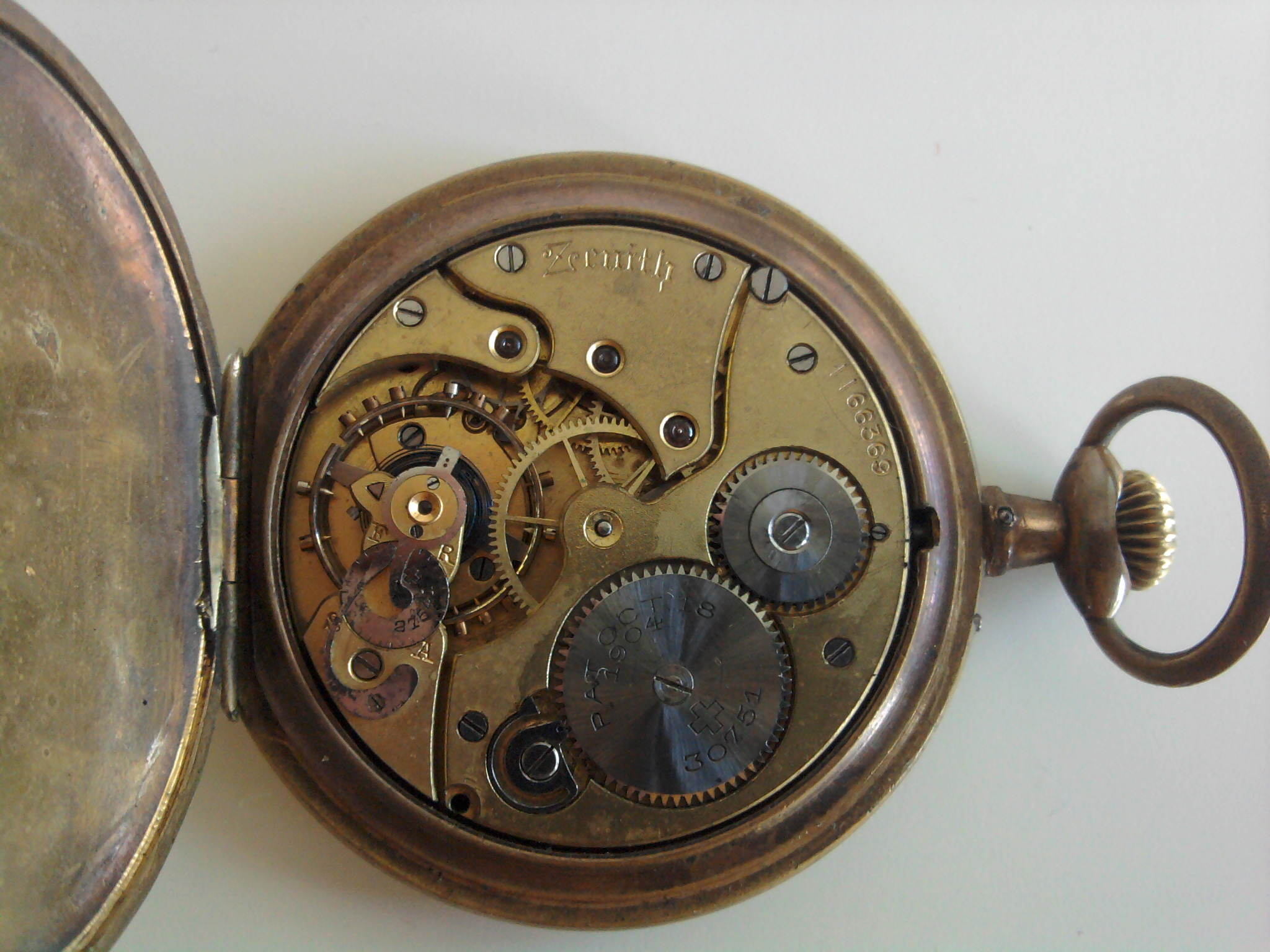
c.1900-1910的内部结构，可以清楚地看到手卷机芯的游絲和摆轮上的配重砝码。

## 著名客户及佩戴者
圣雄甘地曾经拥有过一枚拥有闹铃功能的真力时怀表，该怀表由印度总理英迪拉·甘地赠予。2009年3月5日，该怀表以及甘地的一些其它遗物由安帝古伦拍卖行在美国纽约拍卖售出，总成交价高达2,096,000美金。